# カム・オン
「カム・オン」(Come On)は、チャック・ベリーの楽曲。1961年、シングル「Go Go Go」のB面曲として発表された。シングルは全米ではチャートインしなかったが、全英では38位を記録している。後述するローリング・ストーンズ他、様々なアーティストによってカバーされている。

## ローリング・ストーンズのカバー

### 解説
ローリング・ストーンズは、デビュー・シングルとしてこの曲をカバーし、1963年6月に発売した（B面はウィリー・ディクスンのカバー「アイ・ウォント・トゥ・ビー・ラヴド」）。全英チャートで21位を記録した。B面曲共々、ギターはキース・リチャーズが担当し、ブライアン・ジョーンズはハーモニカで参加している（「カム・オン」ではビル・ワイマンと共にバッキング・ボーカルも担当）。
当時R&Bバンドとして活動する意向を持っていたメンバーはデビュー曲に選ばれた本作に拒否感を持っていたが、所属するデッカ・レコードからは「売れ線の曲でなければならない」と牽制されたため、この決定を受け入れざるを得なかった。本作の選定にあたり、ミック・ジャガーはマネージャー兼プロデューサーのアンドリュー・オールダムと激しい口論を交わした。評論家からも好感は得られず、『メロディ・メイカー』誌は「ストーンズらしくない。売れ線ではあるがファンが望んでいた強烈なR&Bサウンドではない」と批判し、ワイマンもこれを「最も正確な批評」としている。またジャガーも「『カム・オン』はいい出来とは思えない」と語っている。このような経緯から、記念すべきデビュー曲にもかかわらず、本作は公演で殆ど演奏されず、コンピレーション・アルバムに収録される機会もそれほど多くない。アメリカ合衆国では1972年の編集アルバム『モア・ホット・ロックス』が初出となった。

### 生演奏
本作に不満を抱いたバンドは公演での演奏を拒否し、関係者等と対立した。結局本作が演奏されたのは、デビューした1963年から1965年の2年間だけだった。ロン・ウッドが2002年の「リックス・ツアー」に向けた練習中に演奏を提案したところ、全員が演奏の仕方を忘れていたという。
2017年に発売されたライブ・アルバム『オン・エア』に、BBCラジオの番組『サタデー・クラブ』のために録音したものが収録された（1963年10月録音）。今作はオリジナル・バージョンと曲構成がやや異なっている。